# Танго
Вижте пояснителната страница за други значения на Танго.
Тангòто (на испански: tango – та̀нго) е танц по двойки, възникнал през XIX век в Аржентина, както и музикален жанр (включващ песен и текст).

## Кратка история
Тангото е жанр в изкуството: има танго музика, танго поезия и танго танц. Възниква през втората половина на XIX век в средите на простолюдието в Буенос Айрес, Аржентина и Монтевидео, Уругвай. С течение на времето и с усъвършенстването си добива по-висок социален статус и огромна популярност на няколко континента. През 1902 г. в Париж вече има 100 школи, в които се учи танго, а десетина години по-късно танцът е абсолютен хит в цяла Европа. В днешно време е разпространен по цял свят. Клубовете и събиранията, на които се танцува, се наричат милонга. Световен ден на тангото е 11 декември.

## Етимология
Думата „танго“ е с неясен произход; има толкова много значения, че е трудно да се проследи нейната етимология:
1. място, където се доят кравите или се продава мляко
2. място, където свирят и танцуват чернокожи
3. място, където негрите биват събирани преди да ги натоварят по корабите; робовладелско тържище
4. от mtango, което в африканския език кимбунду означава кръжец, затворено място
5. от shangó, богът на мълниите в митологията на йоруба, Нигерия
6. вид гостоприемница в мисионерските колонии на йезуитите
7. вид перкусионен инструмент и танц, който придружава удрянето му
8. ромски или андалуски танц.

## Видове танго
Има няколко форми на тангото, дори няколко стила в аржентинското танго. Има и различни аржентински танго ритми, които изискват промени в тялото, във връзката и движението.
В САЩ и Европа, когато по-голямата част от хората чуят танго, си представят холивудска сцена на двойка която върви напред в променадна позиция. Танцьорите от танцовите зали, които са запознати с международното (състезателно) танго, си представят тангото, създадено в Англия или стилизираната версия – американско (бално) танго. Аржентинските танцьори ще си представят различни стилове в аржентинското танго, като апиладо, танго нуево, танго салон, милонга, танго-валс, кандомбе.
Аржентинското танго е сложен социален танц с практически неограничени възможности на импровизацията. За сравнение американското или международното танго са с ясно определена учебна програма и танцьорите научават конкретни стъпки и вариации за състезанията. Аржентинско танго е социален импровизаторски танц, в който водещият (кавалерът) е отговорен да знае и визуализира всяка стъпка която подава на водения (дамата), като запазва баланса си и непрекъснато поддържа контакт и „слуша“ за реакцията на дамата. Водещият трябва да направи това уверено, ясно и преди всичко музикално, докато навигира на един претъпкан дансинг, като ако се наложи да прекрати движението и да предпази дамата от нараняване. От друга страна, дамата в аржентинското танго фокусира вниманието си изключително и изцяло към кавалера и веднага трябва да реагира на това, което той иска да се играе.